# نيك فيوري
نيك فيوري (بالإنجليزية: Nick Fury)‏ أوالعقيد نيكولاس جوزيف فيوري هو شخصية خيالية تظهر في الكتب المصورة الأمريكية التي نشرتها مارفيل كومكس. أنشأها في كتابه الفنان جاك كيربي والكاتب ستان لي.أول ظهور للشخصية كان من خلال Fury و Howling Commandos في عددها الأول الصادر في (مايو 1963)، وهي عبارة عن سلسلة من المعارك في الحرب العالمية الثانية صورت الشخصية كزعيم لوحدة في جيش الولايات المتحدة.وقد اشتهرت الشخصية على مدى عدد من العقود، في عام 2011، تم تصنيف قصة فيوري في المرتبة 33 في أفضل 100 كتاب هزلي، والمرتبة 32 في قائمة «أفضل 50 من المنتقمون».